# 永遠常在
《永遠常在》（日语：いつも何度でも）為木村弓個人生涯第一張音樂單曲作品，並為2001年吉卜力工作室動畫《神隱少女》片尾曲。

## 概要

### 永遠同在
歌曲的創作為因木村弓曾為1997年吉卜力發行、由宮崎駿執導的動畫《魔法公主》受到感動，而希望有為宮崎駿執導的動畫演唱曲子的機會，便將自己一些音樂作品及自薦信寄送給宮崎駿評析。之後宮崎駿回信給木村弓表示有意讓她在一部企劃以地震後的東京為舞台的作品《畫煙囪的小玲》演唱歌曲。
之後木村弓與友人覺和歌子完成《永遠常在》後，得知《畫煙囪的小玲》作品一事遭告吹。但宮崎駿在製作《神隱少女》時認為《永遠常在》符合作品的風格，並推薦給吉卜力動畫製作人鈴木敏夫欣賞，讓《永遠常在》成為《神隱少女》片尾曲。

### 生命的名字
《生命的名字》（いのちの名前）為單曲中的B面歌曲，原先是《神隱少女》印象專輯中第一首《回到那一日的河川》、由女歌手（山形夕佳）吟唱的無歌詞樂曲。之後由覺和歌子補上字詞，讓木村弓演唱有詞的版本。

## 收錄歌曲
1.永遠常在
作詞：覺和歌子 作曲‧編曲：木村弓
2.生命的名字
作詞：覺和歌子 作曲‧編曲：久石讓
3.生命的名字（演奏版）
演奏：木村弓 作曲‧編曲：久石讓

## 收錄專輯
- 神隱少女原聲帶：2001年7月18日發行。
- 花之星：木村弓個人第2張專輯、2002年7月17日發行。
- 吉卜力工作室歌集：2008年11月26日發行。

## 翻唱‧演奏者

### 永遠常在
- 安德烈·瑞歐：收錄2002年10月9日專輯《Dance Around The World》※提琴演奏
- HEAVY HITTER：收錄2002年11月20日專輯
- 宗次郎：收錄2003年1月22日專輯※陶笛演奏
- 珍妮特·亞歷山大：收錄2003年6月18日專輯《Open Sky》
- 覺和歌子：收錄2004年11月17日專輯《青空1號》
- Nataliya Gudziy：收錄2006年11月1日專輯
- THITIKA：收錄2008年2月27日專輯《BossaNova DE GHIBLI》
- DAISHI DANCE：收錄2008年7月2日專輯
- ：收錄2008年7月9日專輯※樂團演奏
- Imaginary Flying Machines：收錄2011年4月13日專輯《Princess Ghibli》※死亡金屬音樂版本翻唱
- 今井雄三：收錄2012年1月14日專輯《W.A.L.K》

- 周深：2019年6月14日由沃特艾文儿中文填词、周深演唱的单曲《亲爱的旅人啊》（即《永遠常在》的中文翻唱版）作为个人翻唱歌曲免费发布[7][8]，电影《千与千寻》的官方微博账号随后转发了这首歌曲并对周深表达了感谢[9]。2019年6月17日，周深出席了电影《千与千寻》在中国大陆的首映礼并接受了采访。[10]2019年12月31日，在bilibili新年晚会上，周深现场演唱了《永遠常在》[11]。QQ音乐巅峰榜2019年终榜单上，周深演唱的《亲爱的旅人啊》获得十大动漫单曲荣誉[12]。根据QQ音乐的盘点，截至2022年12月21日，《亲爱的旅人啊》是周深三十首在QQ音乐获得百万以上收藏的歌曲之一(按照歌曲在QQ音乐上线时间倒序排列)[13]。

### 生命的名字
- 羅比拉卡·托許：收錄2003年2月19日專輯《Lakatos Best of the Best》※提琴演奏
- 平原綾香：收錄2005年9月28日專輯
- Combo Caribe：收錄2007年11月14日專輯《Moisture with Steelpan》
- SIERRA：收錄2008年1月9日專輯《Heavenly U》